# Nouveau Dictionnaire classique illustré (Gazier)
Der Nouveau Dictionnaire classique illustré (später: Dictionnaire classique illustré) war ein Wörterbuch der französischen Sprache und gleichzeitig Sach- und Eigennamenlexikon. Es erschien 1888 in Paris und erlebte bis 1928 mehr als 40 Auflagen. Der Verfasser war Augustin Gazier (1844–1922). 

## Charakteristica
Das Schulwörterbuch (classique=schulbezogen) verband die Sprach- und Weltbeschreibung, Sprachwörterbuch und Sach- und Personennamenwörterbuch, in einem einzigen Alphabet, wohingegen der Konkurrent des Verlags Larousse, der Dictionnaire complet de la langue française, beide Bereiche in zwei Alphabete trennte.

## Auflagen
- Nouveau Dictionnaire classique illustré. Armand Colin, Paris 1888. 788 Seiten. 
  - (19. Auflage) 1895. 788 Seiten. 
  - (21. Auflage)1896. 788 Seiten.
  - (26. Auflage) 1900.
- Dictionnaire classique illustré. 1903. 
  - (31. Auflage) 1905. 791 Seiten.
  - 1909. 791 Seiten.
  - (35. Auflage) 1912.
  - (44. Auflage) 1928.